# Colonel (sorbet)
Pour les articles homonymes, voir Colonel (homonymie).

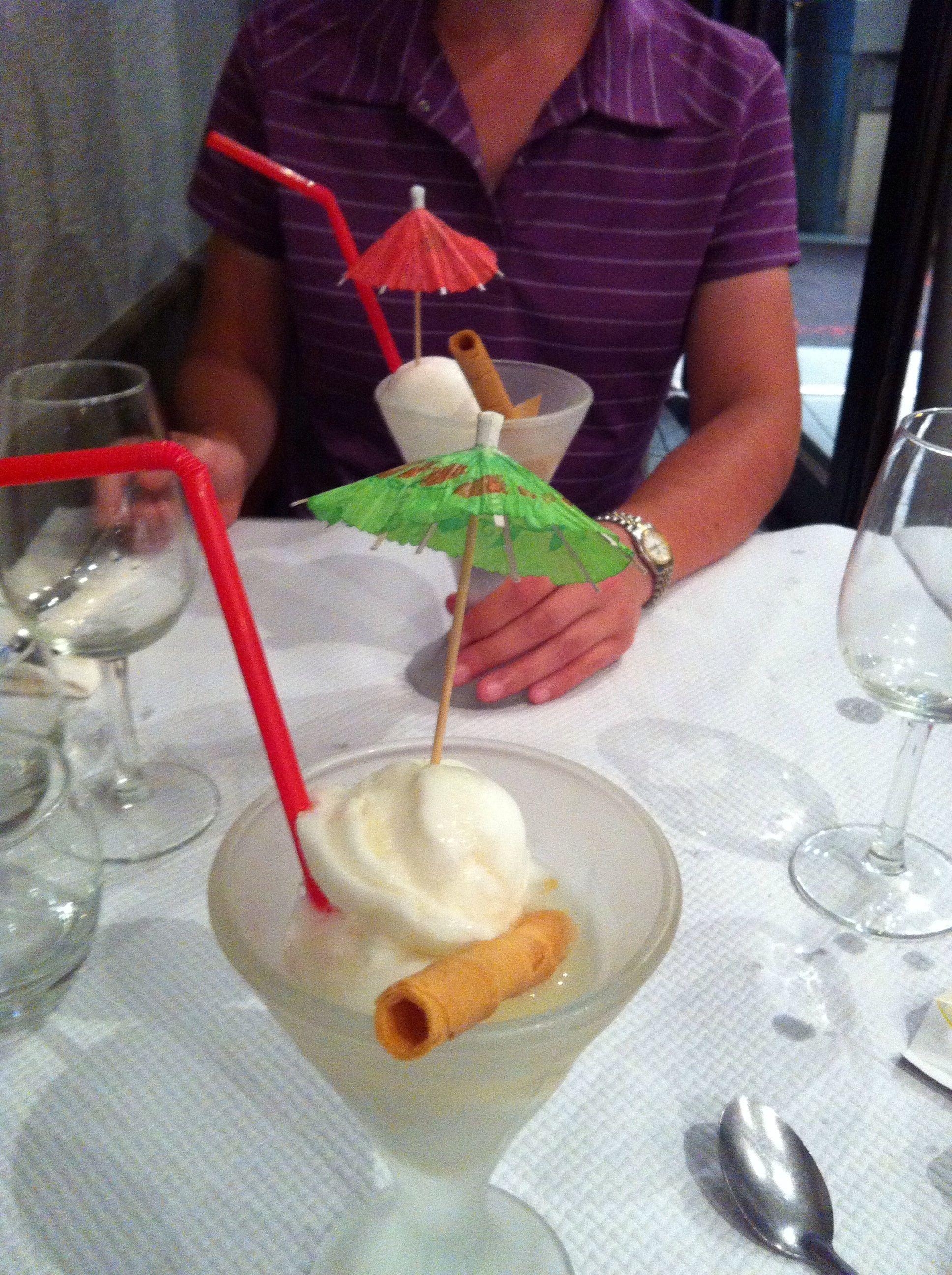
Colonel servi dans une coupe à glace.

Un colonel est un dessert glacé composé traditionnellement d'un sorbet citron arrosé de vodka.
Différentes recettes peuvent être employées, selon que l'on utilise du sirop simple (à base de saccharose), du sucre inverti ou du sirop de glucose, avec ou sans zeste de citron, les proportions, l'origine de la vodka...
L'origine du nom est peut-être une revue des troupes janissaires par le sultan Mustapha III au XVIIIe siècle : le colonel du 60e régiment lui ayant présenté une tasse de sorbet, le sultan l'aurait dégusté et aurait rendu à l'officier la tasse remplie de pièces d'or.